# Myrmidon à queue rousse
Epinecrophylla erythrura
Pour les articles homonymes, voir Myrmidon.
Espèce
Statut de conservation UICN

 LC  : Préoccupation mineure
Le Myrmidon à queue rousse (Epinecrophylla erythrura) est une espèce de passereaux, de la famille des Thamnophilidae.
Cet oiseau vit dans l'ouest de l'Amazonie.